# Krycí jméno Donnie Špekoun
Krycí jméno Donnie Špekoun (v anglickém originále Donnie Fatso) je 9. díl 22. řady (celkem 473.) amerického animovaného seriálu Simpsonovi. Scénář napsal Chris Cluess a díl režíroval Ralph Sosa. V USA měl premiéru dne 12. prosince 2010 na stanici Fox Broadcasting Company a v Česku byl poprvé vysílán 7. července 2011 na stanici Prima Cool.

## Děj
Homer a Marge se na Nový rok probudí s kocovinou po rodinné silvestrovské oslavě. Když Homer vynáší odpadky, dorazí náčelník Wiggum, Eddie a Lou a udělí mu několik pokut – výsledek nedávno přijatých zákonů, které mají městu přinést příjmy, když je poruší. Na Vočkův návrh, aby podplatil městského úředníka, nechá Homer na úředníkově stole pytel plný peněz, ale je okamžitě zatčen, usvědčen a odsouzen k 10 letům vězení. Wiggum se nad Homerem slituje a řekne mu, aby se setkal s agentem FBI, jenž mu nabídne snížení trestu, vydá-li se Homer do vězení v přestrojení za Nicholase „Nickyho“ Altosaxofonyho, jen aby se setkal s Tlustým Tonym, který si také odpykává trest spolu se svými kumpány. 
Homer si díky konfrontaci zinscenované agentem FBI rychle získá přízeň Tlustého Tonyho a ten celou skupinu včetně sebe dostane z vězení a nabídne Homerovi, aby se připojil k syndikátu. Jeho prvním úkolem je vypálit Vočkovu hospodu jako pomstu za Vočkovu hrubost vůči Tlustému Tonymu, ale Homer zjistí, že Vočko už omylem bar zapálil sám. Tlustý Tony Homera přijme do syndikátu a mezi oběma vznikne zvláštní pouto. Komplikace kvůli plánu na dovoz zbraní však syndikát vystaví silnému stresu. Nakonec Tlustý Tony zjistí, že Homer je v utajení, a citově zničený jeho zradou umírá na infarkt. 
Mezitím Marge začíná panikařit, že nemůže s Homerem komunikovat, protože o jeho práci v utajení nic neví a nemůže získat žádné informace o tom, kde se nachází. Je překvapená a nadšená, když se vrátí domů se zrušeným trestem odnětí svobody, ale Homer cítí vinu za smrt Tlustého Tonyho a hořkost vůči vládě kvůli tomu, že byl zneužit k jeho svržení. Homer navštíví hrob Tlustého Tonyho, aby se mu omluvil, ale je unesen jeho bratrancem Tenkým Tonym, který chce Homera z pomsty zabít. Tenký Tony však ušetří jeho život poté, co Homer vypráví o časech, jež s Tlustým Tonym strávil, a vidí, že Tlustý Tony žije v Homerových vzpomínkách dál. Tenký Tony se ujímá vedení syndikátu, ale stres z této pozice způsobí, že se začne přejídat a přibere na váze, nakonec se stane k nerozeznání od Tlustého Tonyho a přijme jeho jméno.

## Produkce
Scénář k dílu napsal Chris Cluess a režíroval ho Ralph Sosa. V červenci 2010 bylo oznámeno, že v epizodě bude hostovat Jon Hamm jako agent FBI. V rozhovoru pro Entertainment Weekly byl showrunner Al Jean s Hammovým výkonem spokojen a vyjádřil se: „Dali jste mu jednu notu a on s ní okamžitě udělal dvanáct skvělých věcí. Byl opravdu vtipný. A pohledný. Měl všechno.“. Hamm prohlásil, že účinkování v seriálu bylo „neuvěřitelným zážitkem“. V rozhovoru pro Access Hollywood pokračoval: „Dostal jsem se k práci na Simpsonových, které jsem sledoval dvacet let, a ten seriál je stále svěží a stále vtipný a postavy stále rezonují. Je to jeden z nejlepších seriálů v televizi. Bylo mi ctí, že jsem byl požádán, abych se na něm podílel.“. Joe Mantegna se vrátil jako Tlustý Tony a namluvil i hlas Tenkého Tonyho.
V úvodu dílu se objevila helikoptéra Fox News s nápisem „Veselé Vánoce od Fox News… Ale žádné jiné svátky.“. Jednalo se o třetí epizodu sezóny, která ve své úvodní sekvenci satirizovala Fox News.

## Kulturní odkazy
Díl obsahuje několik odkazů na hudbu, film, média a další fenomény popkultury, většinou zaměřené na mafii a zločin. 
Zápletka a název epizody jsou parodií na film Krycí jméno Donnie Brasco.
Na konci dílu slouží Homerův monolog jako pocta závěrečnému voiceoveru Henryho Hilla ve filmu Goodfellas. Mnoho dialogů z originálu se opakuje, i když jsou v nich patrné změny. Když Homer dojde k závěru, že si žije docela dobře, je to vnímáno jako ostrý kontrast k myšlenkám skleslého Henryho Hilla o tom, jak mu chybí mafiánský život. 
Ke konci epizody se Tenký Tony jen o vlásek vyhne bombě v autě, což je scéna podobná té, kterou předvedla postava Roberta DeNira, Frank „Ace“ Rothstein, ve filmu Casino. 
Poctou filmu Goodfellas je také závěrečný záběr, v němž je vidět Maggie, jak střílí z revolveru na obrazovku, podobně jako Joe Pesci v závěru filmu. Následuje text na obrazovce, jenž popisuje osudy jednotlivých postav v epizodě, podobně jako ve filmu. 
Obě výše uvedené scény jsou podbarveny písní „My Way“ v podání Sida Viciouse a text je přednesen stejným způsobem jako ve filmu Goodfellas. 
V závěrečném textu je také zmíněn Nicholas Pileggi, autor, který se Scorsesem spolupracoval na filmech Goodfellas a Casino. 
Závěrečná scéna mezi Tlustým Tonym a Homerem připomíná scénu z televizního seriálu Wiseguy.

## Přijetí
Díl byl poprvé odvysílán 12. prosince 2010 ve Spojených státech na stanici Fox. Epizodu vidělo asi 7,32 milionu diváků, přestože se vysílala současně s pořadem Extreme Makeover Home Edition na ABC, The Amazing Race na CBS a zápasem mezi Philadelphia Eagles a Dallas Cowboys v rámci sezóny NFL 2010 na NBC. Díl získal podle společnosti Nielsen rating 3,2 v demografické skupině 18–49. Epizoda se také stala třetím nejsledovanějším pořadem týdne na stanici Fox, hned za Glee a Griffinovými.
Epizoda dosáhla smíšeného přijetí ze strany televizních kritiků. 
Emily VanDerWerffová z The A.V. Clubu udělila dílu známku C. VanDerWerffová měla pocit, že epizoda je „poměrně líná“, a poznamenala, že hlavní zápletka je „příliš velký pastiš mafiánského filmu“.
Eric Hochberger z TV Fanatic kritizoval humor dílu a vyjádřil názor, že „epizodě s tak překombinovaným příběhem bychom mohli odpustit, kdyby byla alespoň vtipnější“. Pokračoval: „V tomto případě se jednalo o velmi špatný výsledek. Bohužel tam prostě nebylo dost vtipů na to, aby epizoda stála za to.“. V závěru své recenze Hochberger udělil dílu 2,5 hvězdičky z 5.
Kritici také hodnotili úmrtí Tlustého Tonyho a přidání Tenkého Tonyho. Redaktor časopisu Entertainment Weekly Darren Franich označil smrt Tlustého Tonyho za 9. nejlepší smrt televizní postavy roku 2010 a napsal: „Přiznejte scenáristům, že udělali něco jiného: uprostřed jinak přímočaré epizody s mafiánskou tematikou se skutečně pustili do zabíjení Tlustého Tonyho, postavy, která byla poprvé představena téměř před dvaceti lety.“.
Výkon Dana Castellanety v této epizodě v roli Homera, Barneyho, Krustyho a Louieho byl na 63. ročníku Primetime Emmy Awards nominován na cenu Primetime Emmy za vynikající hlasový výkon. Castellaneta prohrál s Mauricem LaMarchem, který cenu získal za roli v epizodě Futurama Ndndesmiřitelné lrrrozdíly.
Chris Cluess byl za scénář k této epizodě nominován na Cenu Sdružení amerických scenáristů za vynikající scénář k animovanému filmu na 64. ročníku těchto cen.